# پای ظرفی
پای ظَرفی (به انگلیسی: Pot pie) از مواد تشکیل دهندهٔ پای گوشت درست شده و در یک ظرف پخته می‌شود، از این رو بنام پای ظرفی است. معمولاً از رشته فرنگی مربع مسطح و مواد تشکیل‌دهندهٔ دیگر مانند گوشت و سبزیجات تشکیل شده‌است. گوشت مرغ یک نوع رایج است. این پای معمولاً به عنوان یک غذای اصلی سرو می‌شود.